# Echidnopsis flavicorona
Echidnopsis flavicorona är en oleanderväxtart som beskrevs av D.C.H. Plowes. Echidnopsis flavicorona ingår i släktet Echidnopsis och familjen oleanderväxter. Inga underarter finns listade i Catalogue of Life.